# Miss Polski 2025
Miss Polski 2025 – 36. edycja konkursu piękności Miss Polski, której gala finałowa odbyła się 29 czerwca 2025 roku w Nowym Sączu. 
W ćwierćfinale Miss Polski 2025 ze 129 kobiet wybrano 50 półfinalistek. W kwietniu 2025, w półfinale wybrano 24 finalistki.
Galę finałową prowadzili Agnieszka Hyży, Ilona Krawczyńska, Krzysztof Ibisz i Aleksander Sikora. Podczas gali wystąpili Roksana Węgiel, Agata Buczkowska, Kuba Szmajkowski, Stanisław Karpiel-Bułecka, zespół Pogwizdani i Magda Paradziej.
Miss Polski 2025 została Oliwia Mikulska.

## Rezultaty
| Tytuł            | Laureatka                                                                   |
| ---------------- | --------------------------------------------------------------------------- |
| Miss Polski 2025 | Oliwia Mikulska                                                             |
| I Wicemiss       | Julia Czesak                                                                |
| II Wicemiss      | Julia Uchrońska                                                             |
| III Wicemiss     | Ewa Bochenko                                                                |
| IV Wicemiss      | Julia Antoszkiewicz                                                         |
| Top 10           | Nikola Wrona Kamila Laskowska Sara Stępka Oliwia Kondracka Natalia Zochniak |

## Finalistki
| Nr | Kandydatka           | Wiek | Województwo         | Miejscowość         |
| -- | -------------------- | ---- | ------------------- | ------------------- |
| 1  | Katarzyna Agejczyk   | 22   | pomorskie           | Malbork             |
| 2  | Julia Antoszkiewicz  | 19   | warmińsko-mazurskie | Działdowo           |
| 3  | Ewa Bochenko         | 22   | mazowieckie         | Kobyłka             |
| 4  | Julia Chowaniec      | 20   | małopolskie         | Bukowina Tatrzańska |
| 5  | Olivia Cieślik       | 19   | śląskie             | Bycina              |
| 6  | Julia Czesak         | 19   | małopolskie         | Rzezawa             |
| 7  | Angelika Gimel       | 28   | dolnośląskie        | Trzebnice           |
| 8  | Karolina Kalinowska  | 24   | mazowieckie         | Serock              |
| 9  | Maja Kister          | 23   | lubelskie           | Chełm               |
| 10 | Oliwia Kondracka     | 24   | podlaskie           | Augustów            |
| 11 | Michalina Kowalska   | 24   | warmińsko-mazurskie | Lubawa              |
| 12 | Kamila Laskowska     | 28   | pomorskie           | Gdańsk              |
| 13 | Weronika Lewandowska | 19   | opolskie            | Opole               |
| 14 | Oliwia Mikulska      | 20   | lubuskie            | Żary                |
| 15 | Ewa Porażka          | 25   | łódzkie             | Wieluń              |
| 16 | Monika Przybył       | 26   | kujawsko-pomorskie  | Bydgoszcz           |
| 17 | Agata Samodulska     | 29   | zachodniopomorskie  | Szczecinek          |
| 18 | Sara Stempka         | 22   | śląskie             | Jejkowice           |
| 19 | Aleksandra Toborek   | 28   | świętokrzyskie      | Włoszczowa          |
| 20 | Julia Uchrońska      | 21   | mazowieckie         | Karniewo            |
| 21 | Monika Wiśniewska    | 25   | wielkopolskie       | Konin               |
| 22 | Nikola Wrona         | 19   | podkarpackie        | Rzeszów             |
| 23 | Izabela Wróblewska   | 28   | warmińsko-mazurskie | Olsztyn             |
| 24 | Natalia Zochniak     | 29   | zachodniopomorskie  | Połczyn Zdrój       |